# DOS Navigator
DOS Navigator é um gerenciador de arquivos ortodoxo livre para DOS, OS/2 e Windows.

## Influencia do DOS Navigator
DOS Navigator (DN) é uma antiga e influente  implementação de gerenciador de arquivos ortodoxo (OFM, sigla em inglês). Por implementar tres tipos adicionais de virtual file system (VFS): Xtree, Briefcase e list-based, DN iniciou uma nova geração de OFMs. Também um número ilimitado de painéis e muitas novas características importantes fizeram dele um poderoso (e complexo) OFMs.

## História
A versão inicial do DN I (v 0.90) foi lançada em 1991, e foi escrita por Stefan Tanurkov, Andrew Zabolotny e Sergey Melnik (todos de Chişinău, Moldova). Depois disso, DN foi re-escrito usando o Turbo Vision, por Stefan Tanurkov e Dmitry Dotsenko (Dmitry desenvolveu DN em Moscow State University).  Estas versões são as vezes referidas como DN II.
Em 1993, Slava Filimonov convidou Stefan para juntar-se a ele para continuar produzindo e publicando DN com esforços unidos. Slava também contribuiu programando novos componentes, design e fez incontáveis optimizações e melhorias. Ele escreveu um novo sistema de proteção de teclas que manteve-se inquebrável por quase quatro anos depois de sua introdução.
DN II foi ativamente desenvolvido desde o início em 1995, até a versão 1.35, a qual foi considerada um  marco nas implementações de OFM.  Vários outros programadores participaram no desenvolvimento após a versão 1.35. A partir da versão 1.37, Slava Filimonov e Ilya Bagdasarov ficaram com o encargo da correção de bugs.  Filimonov e Bagdasarov apenas mantiveram, desenvolveram e lançaram entre as versões 1.37 e 1.39. Após estas, DN foi mantido novamente por Stefan e um novo desenvolvedor, Maxim Masiutin.
Em 1998, o desenvolvimento tomou um novo rumo de correção de bugs, já que para a Ritlabs, o novo produto The Bat! estava sendo considerado um software mais promissor por seu maior potencial comercial.
A última versão shareware foi a 1.50. A partir de então, em 1999, Ritlabs decidiu fazer a versão 1.51 do DOS Navigator completamente livre, com código fonte complemente disponível.
Outros grupos continuaram a lançar software baseado no código fonte do DN, incluindo novas características tais como suporte para nomes longos de arquivos, e suporte para Linux.
DN 4.9.0 2004 para DOS foi incluído no UBCD v3.4.

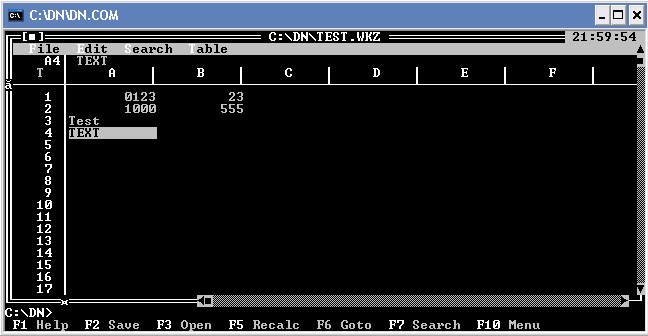
Planilha eletronica no DOS Navigator